# Petrus Estenberg
Petrus (även Peter) Estenberg, född den 3 juni 1686 i Stockholm, död den 26 april 1740, var en svensk klassisk filolog. Han var bror till Olof Estenberg och farfar till Pehr Estenberg
Estenberg utnämndes 1716 till filosofie adjunkt vid Lunds universitet, blev 1719 professor i grekiska där och 1727 kyrkoherde i Näsums och Jämshögs församlingar i Lunds stift. Kung Karl XII utsåg honom till guvernör för sin syssling greve Carl Adolf Gyllenstierna, och med denne företog Estenberg 1717–1718 utlandsresor, varunder han en tid var handsekreterare hos Stanisław I Leszczyński. Estenberg utgav några akademiska disputationer samt skrev dikter och tal på svenska, grekiska och latin.